# Knightsville (Indiana)
Knightsville es un pueblo ubicado en el condado de Clay en el estado estadounidense de Indiana. En el Censo de 2010 tenía una población de 872 habitantes y una densidad poblacional de 324,36 personas por km².

## Geografía
Knightsville se encuentra ubicado en las coordenadas 39°31′31″N 87°5′21″O / 39.52528, -87.08917. Según la Oficina del Censo de los Estados Unidos, Knightsville tiene una superficie total de 2.69 km², de la cual 2.69 km² corresponden a tierra firme y (0%) 0 km² es agua.

## Demografía
Según el censo de 2010, había 872 personas residiendo en Knightsville. La densidad de población era de 324,36 hab./km². De los 872 habitantes, Knightsville estaba compuesto por el 96.56% blancos, el 1.26% eran afroamericanos, el 0.23% eran amerindios, el 0.23% eran asiáticos, el 0.11% eran isleños del Pacífico, el 0% eran de otras razas y el 1.61% pertenecían a dos o más razas. Del total de la población el 0.69% eran hispanos o latinos de cualquier raza.